# タキシング

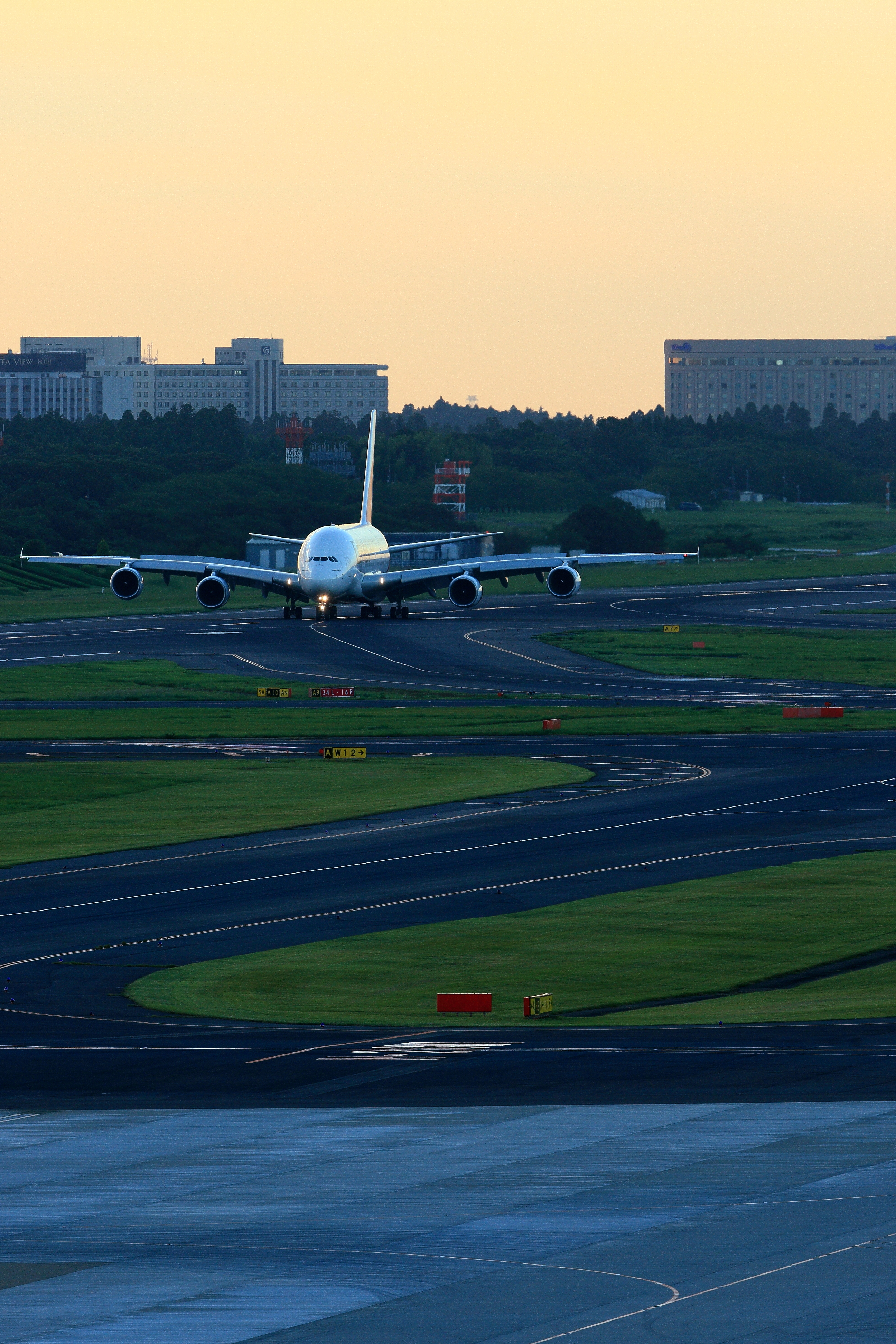
成田空港で撮影された、着陸後タクシングして滑走路から離脱する、エミレーツ航空のA380型機

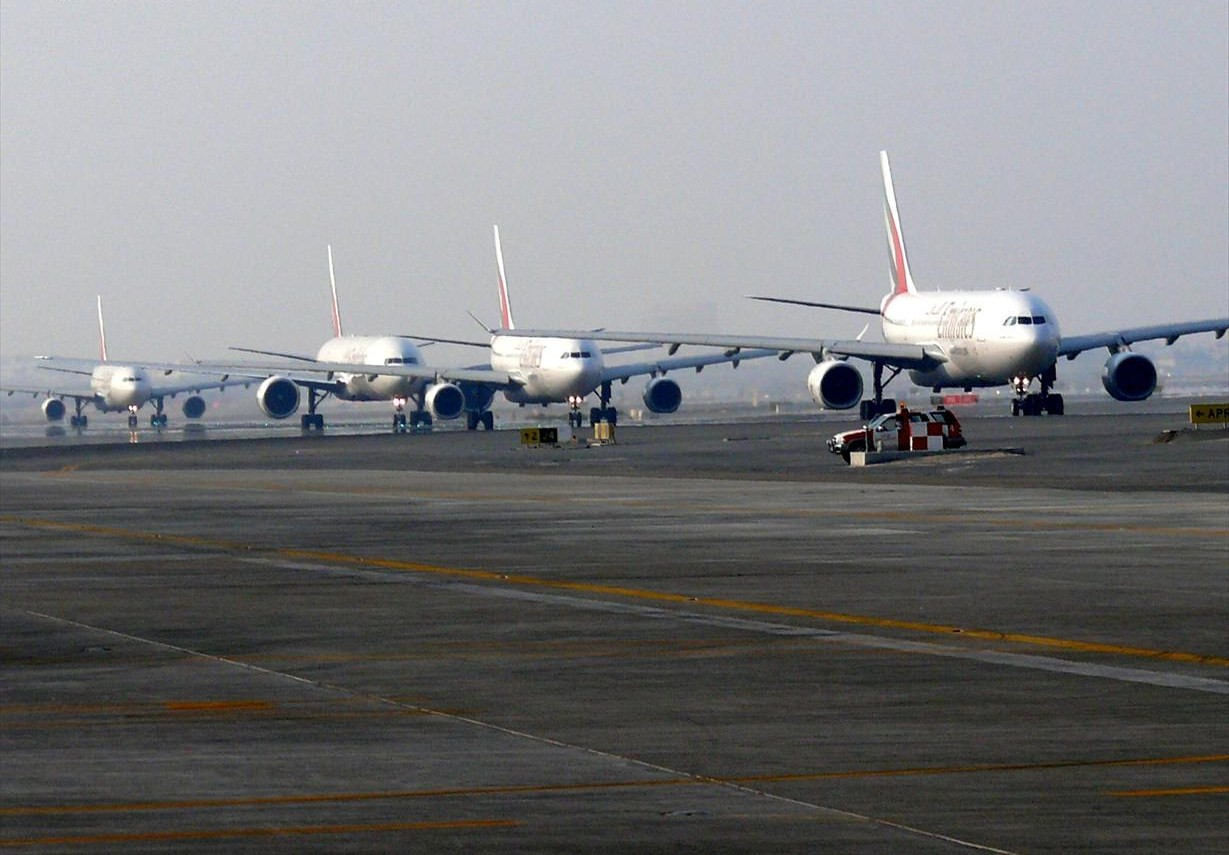
タキシング中の航空機（ドバイ国際空港にて）

タキシング（またはタクシング、英: taxiing）は、航空機が自らの動力で地上を移動すること。多くの場合飛行場の誘導路上を車輪で行うが、スキー装着機による雪上の移動やフロートによる水上移動もタキシングと呼ばれる。

## 概要

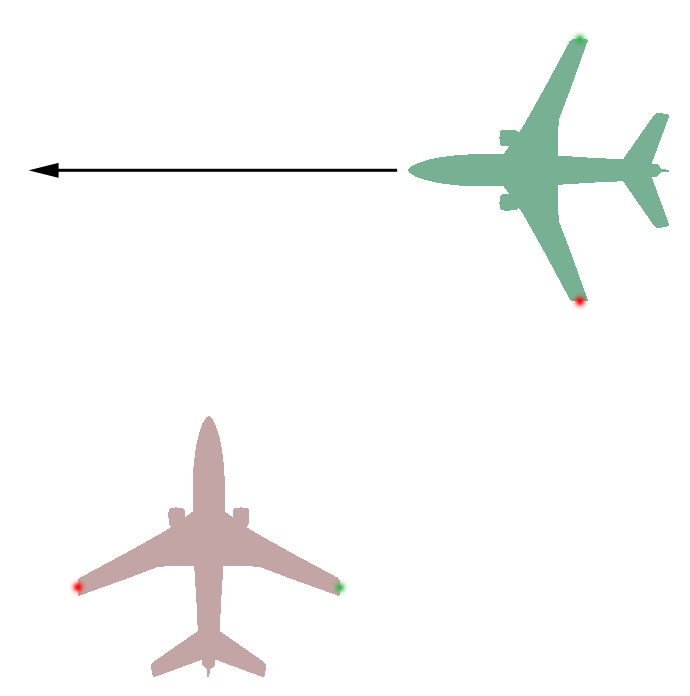
タキシング中は右側の航空機に優先権がある

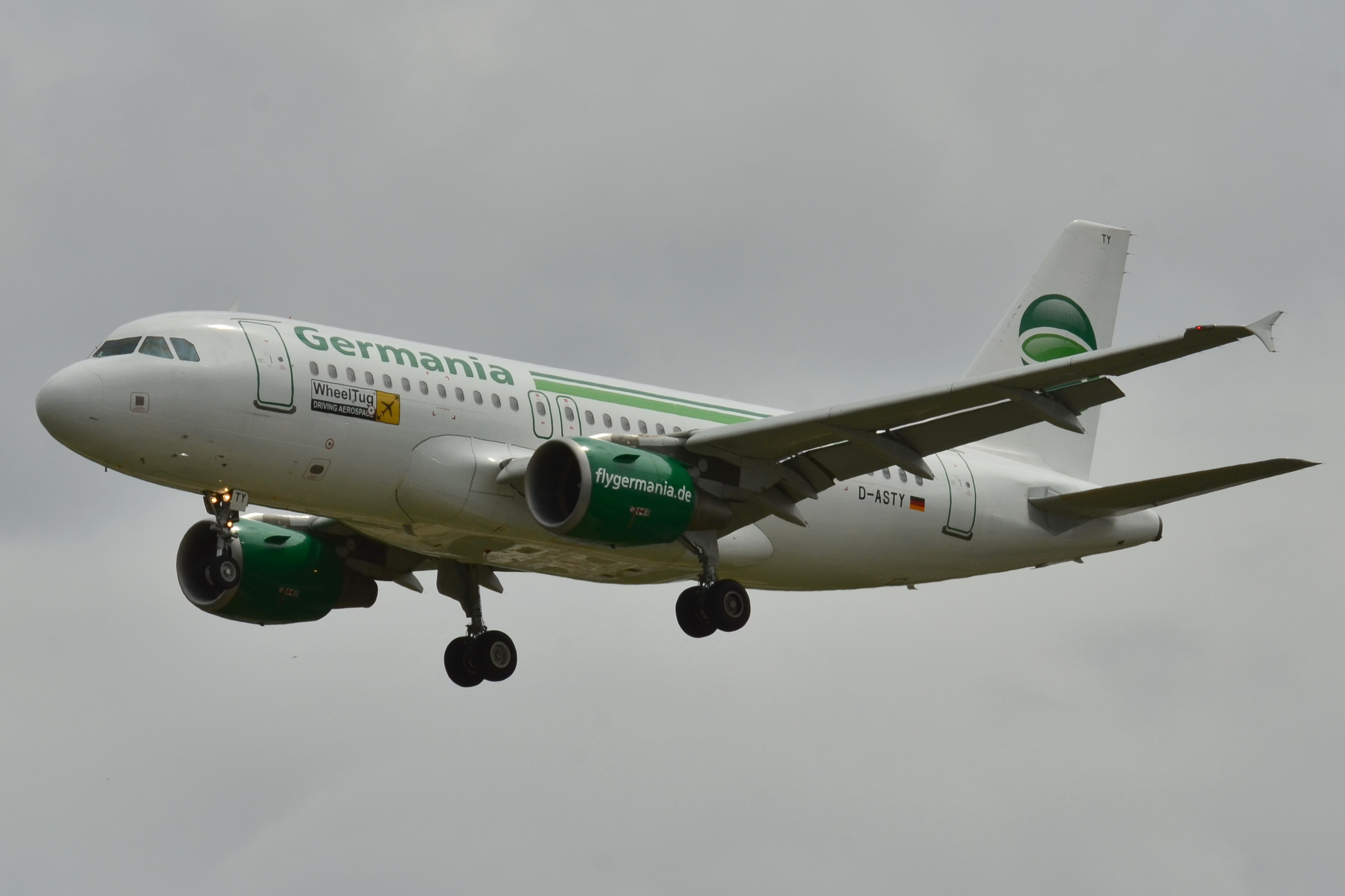
WheelTug搭載を示すロゴを貼り付けたゲルマニアのA319

タキシングのための推力は、航空機自身のプロペラあるいはジェットエンジンを用いる。制動は操舵ペダルを踏み込むことによって行う。方向転換は前輪もしくは尾輪を操舵する。小型機では操舵機能を持たないものもあり、この場合は左右個別のブレーキ操作で機首の向きを変える。大型機ではラダーペダルやティラー(英語:Tiller）を使うことが多い。
ヘリコプターでは、スキッドしか持たない機種では浮き上がらない限り移動できない。これは「ホーバータキシング」または「エアタキシング」とも呼ばれる。車輪を持つ機種であればタキシングが可能であるが、この際にはローターのダウンウォッシュによって付近に駐機している軽飛行機等が容易に浮き上がってしまう（最悪の場合には輪止めを乗り越えて動いてしまう）ので、タキシングの経路に規制が掛けられる。
ジェットブラストによる地上作業係員の保護、地上車両の横転 / 転覆や設備の破壊、駐機中の他機の浮き上がりなどの防止のため、飛行場ではエリアによりタキシング時のエンジン推力を規制している。同様の理由で、ターミナルから後退して離れる際の逆噴射装置の使用（パワーバック）は原則禁止されている（空港によっては制限利用を認めている空港もある/アメリカの国内線空港に見られる）ため、車両による牽引を受ける。
飛行場の大型化に伴い、タキシング距離が非常に長くなったため、航空機自身の動力による移動は効率が悪い（例えばボーイング747は、タキシング1分あたりおよそ50 - 60リットルの燃料を消費する）。このため牽引車両による移動範囲の拡大が検討されている。特にヨーロッパを中心にプッシュバックから滑走路までのタキシング時にエンジンを始動させないで走行できるように電気自走タキシングシステムやハイブリッド電気牽引車の開発研究が進み、WheelTugのような後付けシステムも登場している。また大型旅客機では燃料消費の低減のため、着陸後にターミナルまで移動する際のタキシングに限り1基ないし2基（4発機の場合）のエンジン停止が行われることがある。

## 語源
1909年初頭、航空ジャーナリストの間で、交通渋滞の激しい都市におけるタクシーに代わる交通手段として飛行機の利用が想定されていた。
航空関係者や言語学者の報告によると、1911年頃には「タクシー」(taxi)という言葉が「飛行機」(airplane)を意味する俗語として使われていた。これは、離陸前や着陸後に飛行機が動力で移動する様子が、タクシーが乗客を探して都市を回る様子に似ているためであった。
飛行機を意味する名詞としての「タクシー」という俗語はすぐに消滅したが、動詞としての"taxi"という言葉は定着し、本項目の「タキシング」という言葉や、誘導路を意味する英語の"taxiway"という言葉が派生した。